# Abradabing
Abradabing  – czwarta solowa płyta AbradAba. Wydana 4 października 2010 r. Warstwą muzyczną i producencką zajął się raper O.S.T.R., zaś za większość skreczy odpowiedzialny jest DJ Feel-X. Gościnnie na płycie pojawili się m.in.: Gutek, DJ Haem, Caddilac Dale, O.S.T.R., Frenchman, czy Kontrabanda. Krążek promowany był singlem utworem Mamy Królów na Banknotach który znalazł się na 12. pozycji Listy przebojów Programu Trzeciego. Płyta uplasowała się na 8. miejscu listy OLiS w Polsce. 
Album otrzymał nagrodę Fryderyk w kategorii album roku hip hop/r’n’b/reggae, oraz został wyróżniony płytą roku w serwisie Popkiller. Krążek poprzedzał singiel Mamy Królów na Banknotach  który znalazł się na 12. pozycji Listy przebojów Programu Trzeciego.

## Lista utworów
Opracowano na podstawie materiału źródłowego.
| 1.  | „ON”                                          | 2:44  |
|     |                                               |       |
| 2.  | „Usłysz mój głos 2010[i]”                     | 2:41  |
|     |                                               |       |
| 3.  | „Mamy Królów na Banknotach[ii]”               | 4:43  |
|     |                                               |       |
| 4.  | „Zawalidroga”                                 | 4:05  |
|     |                                               |       |
| 5.  | „Dzik” (gościnnie: Koniu, Abdul)              | 4:40  |
|     |                                               |       |
| 6.  | „Choć na słowo”                               | 3:10  |
|     |                                               |       |
| 7.  | „Globalne Ocieplenie”                         | 3:10  |
|     |                                               |       |
| 8.  | „Gniew” (gościnnie: Frenchman)                | 4:23  |
|     |                                               |       |
| 9.  | „Czy słyszycie skit?”)                        | 1:02  |
|     |                                               |       |
| 10. | „Czuje się jak”(gościnnie: O.S.T.R., DJ Haem) | 3:41  |
|     |                                               |       |
| 11. | „Śmierć wielu serc[iii]”                      | 2:48  |
|     |                                               |       |
| 12. | „Yo Yo”                                       | 3:27  |
|     |                                               |       |
| 13. | „Więc wiedz”(gościnnie: Caddilac Dale)        | 2:48  |
|     |                                               |       |
| 14. | „Język Giętki” (gościnnie: Gutek)             | 3:15  |
|     |                                               |       |
| 15. | „Spadam”                                      | 2:14  |
|     |                                               |       |
| 16. | „Autro”                                       | 1:04  |
|     |                                               |       |
|     |                                               | 49:55 |
|     |                                               |       |
Notatki
1. ↑  W utworze wykorzystano sample z piosenki "Don't Hold Back" w wykonaniu Chanson[9]
2. ↑  W utworze wykorzystano sample z piosenek "Oprócz błękitnego nieba" w wykonaniu zespołu Maanam oraz "Amen, Brother" zespołu The Winstons[9]
3. ↑  W utworze wykorzystano sample z piosenki "Love in Davos" w wykonaniu Tony’ego Scotta[9]